# 伯利恒浸信会 (明尼阿波利斯)

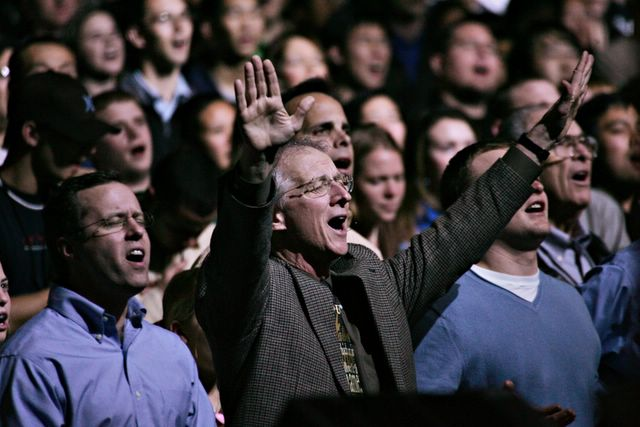
约翰·派博在伯利恒浸信会

伯利恒浸信会（Bethlehem Baptist Church）是美国明尼阿波利斯的一个教会，成立于1871年，原名明尼阿波利斯第一瑞典浸信会（First Swedish Baptist Church of Minneapolis），1893年开始英语聚会，1936年结束瑞典语聚会，1945年改为现名。牛津研究生院校监E.格伦·瓦格纳博士称之为“浸信会的旗舰店”，贝勒大学本科主任，宗教学副教授道格拉斯·韦弗称之为“21世纪之交最有名的浸信会教会”。。
从1980年到2013年1月的33年间，伯利恒浸信会的主任牧师是约翰·派博。在其带领下，教会恢复了活力，信徒平均年龄从70多岁下降到20多岁，并扩展到三个地址，分别在市中心、Mounds View和Lakeville。贾森·迈耶牧师2013年1月1日接替约翰·派博。